# Раєн Кеслер
Раєн Джеймс Елвін Кеслер (англ. Ryan James Elwin Kesler; народився 31 серпня 1984 у м. Лівонії, Мічиган, США) — американський хокеїст, центральний нападник. Виступає за «Анагайм Дакс» у Національній хокейній лізі.
Виступав за «Манітоба Мус» (АХЛ), «Ванкувер Канакс» (НХЛ).
У складі національної збірної США учасник зимових Олімпійських ігор 2010, чемпіонату світу 2006. У складі молодіжної збірної США учасник чемпіонатів світу 2003 і 2004. У складі юніорської збірної США учасник чемпіонату світу 2002.
Срібний призер зимових Олімпійських ігор 2010. Учасник матчу всіх зірок НХЛ (2011).